# شیلیاگی
شیلیاگی (به لاتین: Shilyagi) یک منطقهٔ مسکونی در روسیه است که در شهرستان کایتاگسکی واقع شده‌است.